# Huperzia sutchueniana
Huperzia sutchueniana là một loài thực vật có mạch trong Họ Thạch tùng. Loài này được (Herter) Ching mô tả khoa học đầu tiên năm 1981.